# Washington (Córdoba)
Washington es una localidad argentina situada en el departamento Río Cuarto, provincia de Córdoba.
La principal actividad económica es la agricultura y la ganadería en gran escala. Situada en el corazón de las tierras fértiles de la pampa húmeda, Washington es una de las tantas localidades del interior argentino que surgieron gracias al ferrocarril y que se vieron gravemente afectadas con el cierre de ramales.

## Historia
Su fundación data alrededor de 1886 cuando el Ferrocarril Buenos Aires al Pacífico, luego Ferrocarril General San Martín, creó la Colonia Washington, perteneciente a Petrona H. Bordeau, que fuera primeramente una colonia inglesa. La estación ferroviaria Washington se habilitó el 8 de febrero de 1886, fecha que se conmemora el día de su fundación.

## Geografía

### Ubicación y acceso
Se encuentra a 300 km de la Ciudad de Córdoba.
Se accede a Washington por la Ruta Nacional 7, a la altura del km 674 existe un desvío de ripio y arena y a unos 5 km se encuentra el centro urbano

### Población
Cuenta con 608 habitantes (Indec, 2010), lo que representa un ascenso del 11% frente a los 546 habitantes (Indec, 2001) del censo anterior.
| Gráfica de evolución demográfica de Washington entre 1991 y 2010 |
|                                                                  |
| Fuente: Censos nacionales del INDEC                              |

### Suelo
Fisiografía: Pampa medanosa, fuertemente modelada.
La unidad está compuesta por: 
Suelos de lomas y pendientes inestables (Ustipsamment típico) 60%. Algo excesivamente drenado; profundo (+ de 100 cm); areno franco en superficie; areno franco en el subsuelo. 

### Sismicidad
La sismicidad de la región de Córdoba es frecuente y de intensidad baja, y un silencio sísmico de terremotos medios a graves cada 30 años en áreas aleatorias.

### Terremoto de Sampacho de 1934
Esa localidad, y las circundantes (zona aparentemente no sísmica), fueron parcialmente destruidas el 11 de junio de 1934 (90 años), por el sismo local de Sampacho que afortunadamente no arrojó víctimas fatales. Pero al impacto físico se sumó la conmoción psicológica, por el desconocimiento más absoluto de la repetición de estos fenómenos naturales históricos.
Otras expresiones se produjeron:
- 22 de septiembre de 1908 (116 años), a las 17.00 UTC-3, con 6,5 Richter, escala de Mercalli VII; ubicación 30°30′0″S 64°30′0″O / -30.50000, -64.50000; profundidad: 100 km; produjo daños en Deán Funes, Cruz del Eje y Soto, provincia de Córdoba, y en el sur de las provincias de Santiago del Estero, La Rioja y Catamarca[2]
- 16 de enero de 1947 (78 años), a las 2.37 UTC-3, con una magnitud aproximadamente de 5,5 en la escala de Richter (terremoto de Córdoba de 1947)[3]
- 28 de marzo de 1955 (70 años), a las 6.20 UTC-3 con 6,9 Richter: además de la gravedad física del fenómeno se unió el desconocimiento absoluto de la población a estos eventos recurrentes (terremoto de Villa Giardino de 1955)
- 7 de septiembre de 2004 (20 años), a las 8.53 UTC-3 con 4,1 Richter
- 25 de diciembre de 2009 (15 años), a las 21.42 UTC-3 con 4,0 Richter